# Onthophagus saleyeri
Onthophagus saleyeri là một loài bọ cánh cứng trong họ Bọ hung (Scarabaeidae).